# Platyzosteria incurva
Platyzosteria incurva är en kackerlacksart som beskrevs av Shaw 1918. Platyzosteria incurva ingår i släktet Platyzosteria och familjen storkackerlackor. Inga underarter finns listade i Catalogue of Life.